# Sébastien Lalanne
Pour les articles homonymes, voir Lalanne.
Sébastien Lalanne est un acteur, réalisateur, scénariste et directeur artistique français.

## Biographie
Sébastien Lalanne a suivi des études secondaires scientifiques au Prytanée national militaire. Une série de premiers rôles dans la troupe théâtrale du lycée annonçait sa vocation de comédien. Après des études de médecine, il a suivi les cours de l'ENSATT, d'Yves Pignot au Théâtre de Boulogne-Billancourt et au LEDA (Cours Yves Pignot).
En 2018, il assure la mise en scène et la direction artistique du retour des Wriggles[réf. nécessaire].
En 2022, il participe au "Journal à la con" du média Blast.

## Filmographie

### Cinéma

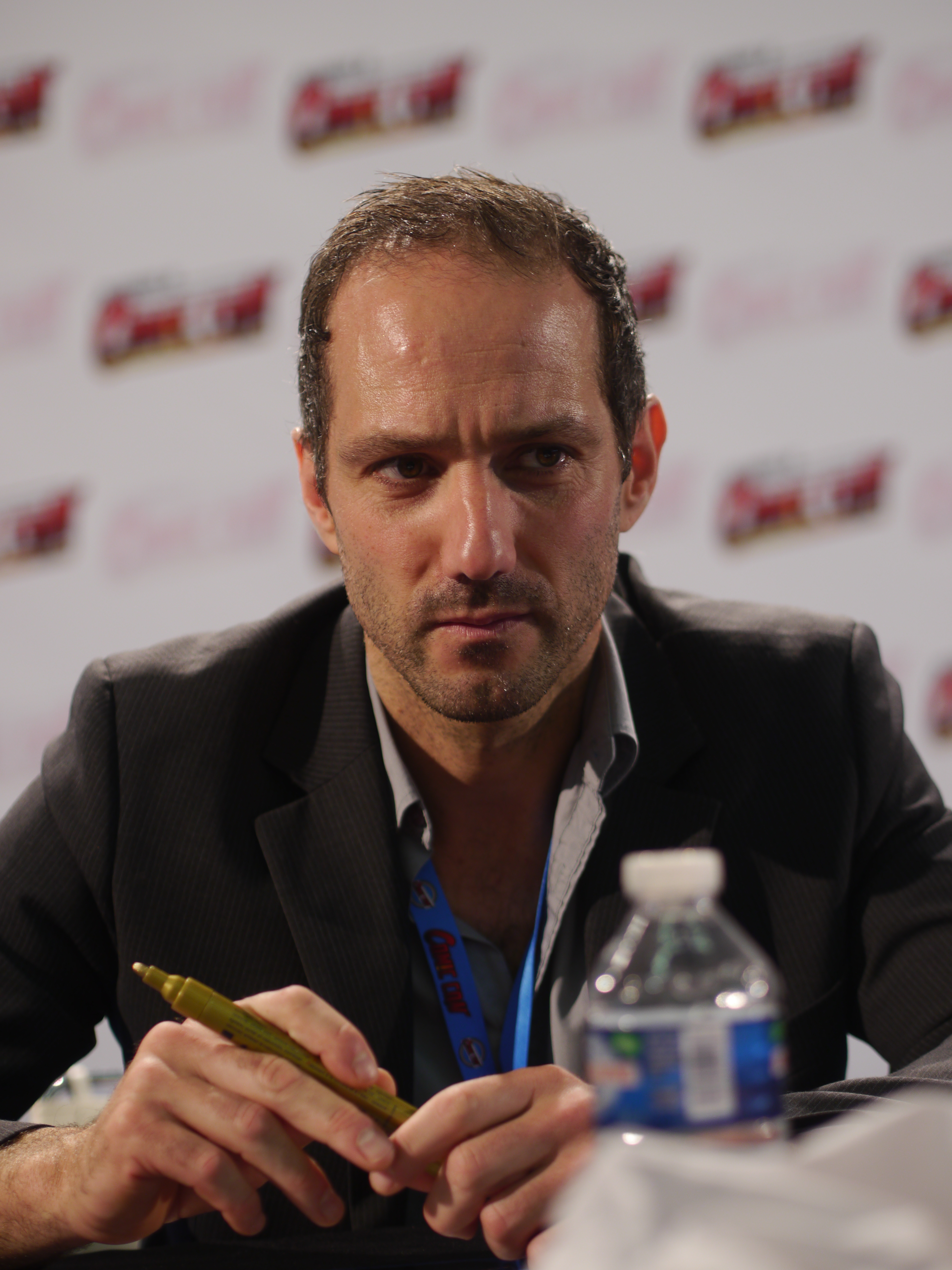
Sébastien Lalanne en 2013.

- 1991 : Premier abord de Laurent Stopnicki
- 1999 : Aujourd'hui, plage de Philippe Lubac
- 1999 : Oiseau de malheur de Henri-Paul Korchia
- 2002 : Décalage horaire de Danièle Thompson : le barman
- 2004 : Albert est méchant de Hervé Palud : l'employé de Dalloyau
- 2007 : Contre-enquête de Franck Mancuso : l'avocat de Daniel Eckman
- 2007 : Je nous aime beaucoup de Laurent Preyale
- 2010 : L'Homme qui ne perd jamais (court métrage) de Morgan S. Dalibert (série Pile ou face)[2]
- 2012 : David et Madame Hansen d'Alexandre Astier : Gilles
- 2014 : Un grand bol d'air pur de Morgan S. Dalibert : Jean (prix d’interprétation masculine)[réf. nécessaire]
- 2014 : Astérix : Le Domaine des dieux : Mosaïste et Radius (voix française)
- 2015 : Antigang de Benjamin Rocher : Genoves, un membre de la brigade
- 2019 : L'Intervention de Fred Grivois : Pierre Cazeneuve
- 2020 : Balle Perdue de Guillaume Pierret : Marco
- 2022 : Notre-Dame brûle de Jean-Jacques Annaud : Capitaine Marcus
- 2022 : Balle perdue 2 de Guillaume Pierret : Marco
- 2023 : AKA de Morgan S. Dalibert : Jacques
- 2023 : Antigang, la relève de Benjamin Rocher : Genoves
- 2025 : Balle perdue 3 de Guillaume Pierret : Marco

### Télévision
- 2008 : Off Prime : Jérôme, un scénariste
- 2008 - 2017 : Hero Corp (série télévisée) : Doug Sérum (acteur, scénariste et directeur artistique)
- 2012 : Clem, saison 4 (série télévisée) : Monsieur Pelletier, le liquidateur judiciaire
- 2014 : Meurtres au Pays Basque de Éric Duret : Gabriel
- 2015 : Reboot : Oscar
- 2015 : Lazy Company saison 3 (série télévisée) : Joseph Goebbels
- 2016 : Les Petits Meurtres d'Agatha Christie (série télévisée), saison 2, épisode 14, L'Affaire Protheroe : Tristan Julliard
- 2016 : Loin de chez nous : Berchaye
- 2019 : Trauma
- 2020 : Moah : Faza
- 2023 : Machine de Fred Grivois : Robert
- 2025 : Super Mâles : Jean Marie, collègue de Cédric

### Web-série
- 2015 : Vestiaires Libérés, saison 1, épisode 1 : Le roi
- 2016 : Vestiaires Libérés, saison 2, épisode 1 : Pierre de Coubertin, épisode 10 : Sipliphe
- 2016 : Reboot saison 1 : Oscar
- 2017 : Reboot saison 2 : Oscar
- 2018 : Les Emmerdeurs : Albert
- 2022 : Le journal de Blast
- 2022 : Handicops : Fignon, capitaine de la BRI

## Théâtre
- 1992 : Joyeux Noël, de David Buatois[3].
- 2023 : Le Testament Médicis, de Stéphane Landowski au Théâtre Lepic[4].